# Fovareola denisi
Fovareola denisi là một loài bướm đêm trong họ Noctuidae.